# Essingesundet
Essingesundet er et sund i Mälaren som ligger mellem øen Stora Essingen og bydelen Gröndal i Stockholms kommun i Sverige. Sundet er 14–17 meter dybt og krydses af Gröndalsbron som har en gennemsejlingshøjde på 26 meter.